# Пекша (река)
Пекша (Пекьша) — река во Владимирской области России, левый приток реки Клязьмы (бассейна Волги). Длина реки — 127 км, площадь водосборного бассейна — 1010 км².
Название переводится с финно-угорских языков как «липа».

## География
Река Пекша образуется на расстоянии 4,4 км к юго-востоку от деревни Березники и впадает в Клязьму на 428-м км на уровне 105 м. Течёт на юго-восток и впадает в Клязьму недалеко от Костерёво. Длина реки — 127 км, средний уклон — 0,356 м/км, ширина — от 10 до 32 метров, глубина — от 1 до 6 метров.
Река очень извилистая, быстрая, в верховьях возможны завалы, есть несколько разрушенных плотин. Дно местами иловатое, но большей частью песчаное. Берега крутые, местами обрывистые, поросшие зрелым смешанным лесом. На берегах реки большое количество старинных парков. Река является местом отдыха, на ней расположены санатории и дома отдыха. В ноябре — декабре замерзает до апреля.

## Экология
На реке в пределах Владимирского Ополья расположен город Кольчугино.
В 1977 году на Пекше была построена плотина и создано Кольчугинское водохранилище.
Река Пекша запечатлена на полотнах художника И. И. Левитана, который в 1892 году жил и работал в деревне Городок, стоявшей на её берегу (теперь деревня Городок входит в деревню Пекша).
В реке, по свидетельствам рыболовов, водится щука, плотва, голавль, окунь, елец, карась, лещ. В некоторых местах местные жители ловят раков.
Притоки Пекши изобилуют бобровыми плотинами.

## Данные водного реестра
По данным геоинформационной системы водохозяйственного районирования территории РФ, подготовленной Федеральным агентством водных ресурсов:
- Бассейновый округ — Окский
- Речной бассейн — Ока
- Речной подбассейн — Ока ниже впадения реки Мокши
- Водохозяйственный участок — Клязьма от города Орехово-Зуево до города Владимира

## Притоки
Основные притоки: перед деревней Троица, расположенной на левом берегу, в Пекшу впадает левый приток Ильмовка. Ниже по левому берегу в реку впадают притоки Нергель, Сомша (Сомта), Воскресенка, Мулига. Кроме них, более мелкие притоки: Голоконка, Белая, Мурмага, Шайка, Колбаса.
(указано расстояние от устья)
- 16 км: река Мулига (л)
- 22 км: река Воскресенка (л)
- 25 км: река Нергель (л)
- 34 км: река Сомша (л)
- 70 км: река Ильмовка (л)
- 85 км: река Пажа (л)
- 93 км: река Шайка (п)
- 102 км: река Мурмага (Мурмога) (л)